# Momella-Seen

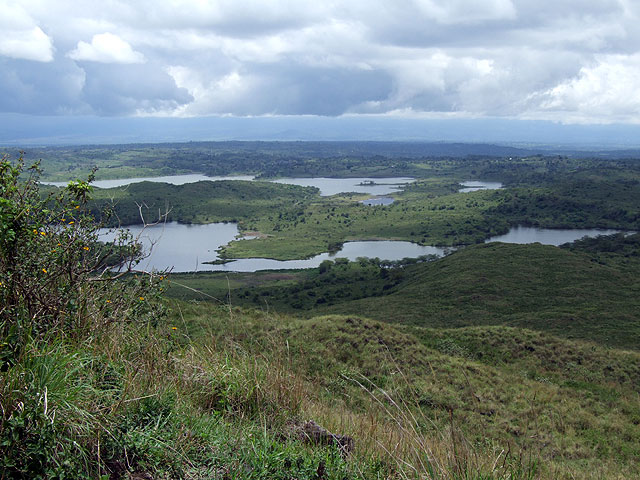
Blick hinab zu den Momella-Seen

Die Momella-Seen, auch Momela-Seen (englisch Momela Lakes), sind eine Reihe von kleineren Seen im Arusha-Nationalpark in Tansania. Sie liegen im Nordosten des Nationalparks und sind nur zum Teil ganzjährig mit Wasser gefüllt. Die Momella-Seen sind alkalisch und salzhaltig. Sie werden überwiegend durch Grundwasser gespeist und zeichnen sich durch einen hohen Fluorgehalt aus.
Die Momella-Seen heißen unter anderem:
- Großer Momella-See
- Kleiner Momella-See
- Rishateni-See
- Tulusia-See
- Lekandiro-See
- Kekhotoito-See
- Kusare-See

## Entstehung
Die Seen entstanden, als vor ca. 6000 Jahren eine heftige Eruption des Mount Meru, ähnlich dem Ausbruch des Mount St. Helens 1980, die Ostwand des Kraters kollabieren ließ und ein Strom aus Wasser, Schlamm und Steinen sich  nach Osten in die Steppe ergoss. Durch einen weiteren Kollaps der Caldera, 1800 Jahre später, wurde der Lauf des Flusses, der die Seen speiste, geändert und alle Seen, außer dem Kleinen Momella-See, wurden isoliert.

## Tiere
Es leben zum Teil tausende von Flamingos im Bereich der Seen, die die Wasserflächen mitunter in rosa Farbtönen erscheinen lassen. Die Momella-Seen ernähren eine Vielfalt von einheimischen und wandernden Wasservögeln.

## Bilder

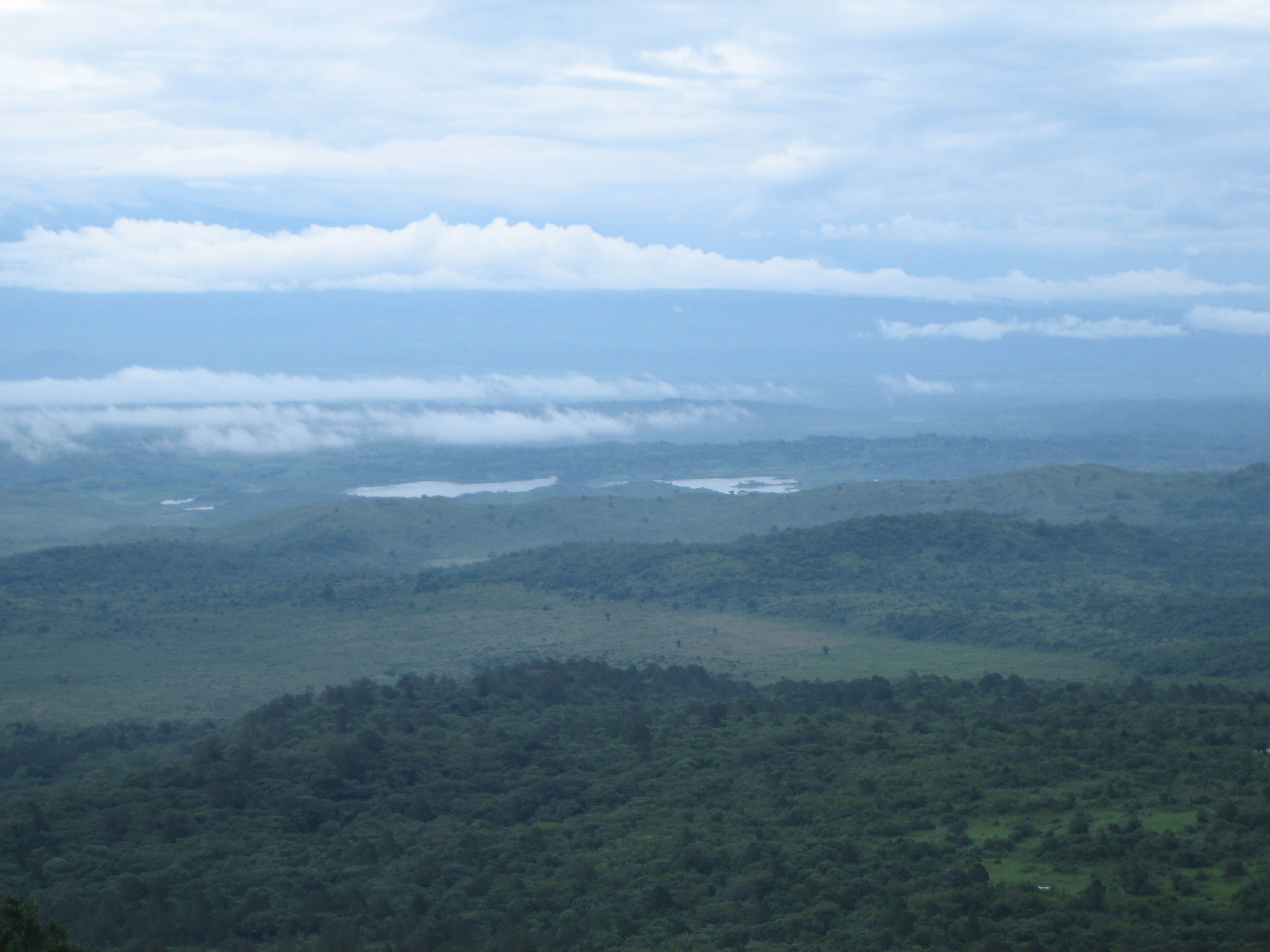
Blick auf die Momella-Seen vom Mount Meru aus
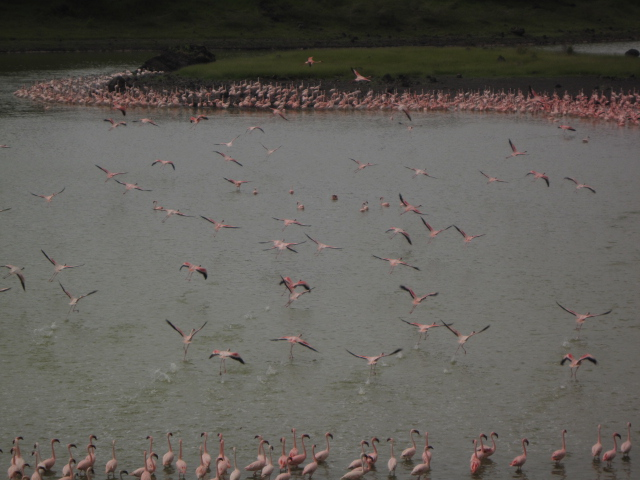
Flamingos am Großen Momella-See
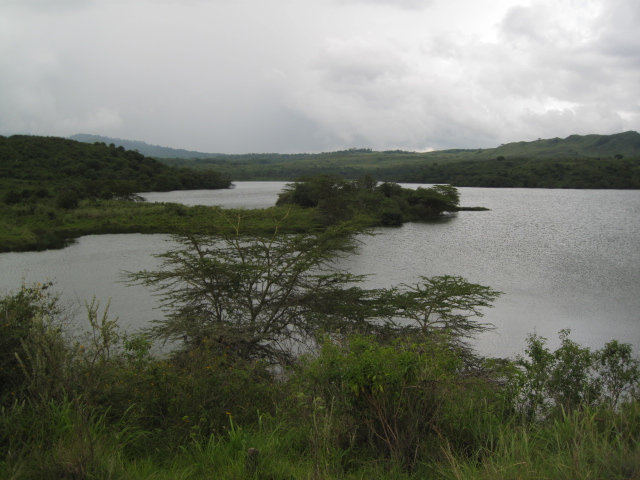
Kleiner Momella-See